# Serious Sam 3: BFE
Serious Sam 3: BFE (Before First Encounter) é um jogo eletrônico de tiro em primeira pessoa desenvolvido pela Croteam e publicado pelo Devolver Digital. É o mais recente título da série Serious Sam e prequela de Serious Sam: The First Encounter. A história do jogo se passa no século XXII, ocorrendo no Egito, durante a invasão de Mental na Terra, como acontece em The First Encounter. O jogo possui um modo cooperativo de campanha de até 16 jogadores, como também 4 jogadores em uma só máquina. Serious Sam 3: BFE foi lançado em 22 de novembro de 2011 para Windows, em 17 de outubro de 2012 na Xbox Live Arcade e em 07 de novembro de 2012 para Ubuntu Linux através da plataforma Steam, enquanto que o lançamento das versões para PlayStation 3 ainda não foram anunciadas.

## Jogabilidade
Semelhante aos títulos anteriores da série, Serious Sam 3: BFE consiste de combater grandes multidões de inimigos em ambientes amplos. Contudo, Serious Sam 3 também possui locais fechados, principalmente nas horas iniciais de jogo, ao contrário de seus antecessores. Também existe um número maior de inimigosque podem atacar o jogador a longa distância
O jogador pode carregar múltiplas armas, incluindo uma minigun, lança-foguetes, rifle e canhão, totalizando 13 armas. Cinco delas podem ser recarregadas manualmente, que pode ser descrito como diferença significante na série, já que os jogos anteriores da série Serious Sam só possuíram uma arma com esta característica — a pistola. As armas-assinatura de curto-alcance do primeiro jogo, a faca e a serra-elétrica, foram substituídas por uma marreta que possui três modos de ataque (ataque vertical, horizontal de 180º e giro de 360º).
O jogo não possui sistema de vida regenerativa (a não ser em dificuldades mais fáceis); ao invés disto, o jogador pode pegar itens de vida e armadura que ficam espalhadas pelas fases. Adicionalmente, seguindo a tradição de jogos anteriores, as fases são cheias de áreas secretas, nas quais vida, armadura, munição e, em alguns casos, armas de fases mais avançadas, podem ser adquiridas. A propósito, algumas armas, como a arma-laser e o Sniper Rifle, e suas respectivas munições, só podem ser encontradas em áreas secretas no decorrer do jogo.
Não há existência de puzzles, mas o jogador deve encontrar chaves, puxar alavancas e encontrar e destruir irregularidades no caminho para progredir.
Inimigos clássicos como o Beheaded Kamikaze, o Beheaded Rocketeer e o Kleer Skeleton estão presentes. Novos inimigos incluem o Khnum e o Scrapjack (que se assemelham ao Hell Knight e Mancubus da série Doom, respectivamente), como também os soldados clonados. O Kamikaze retornou com a sua aparência original, e não com o seu design em Serious Sam II. A aparência do Gnaar mudou drasticamente desde o primeiro jogo, tendo agora um corpo bem maior, com forma diferente e sendo quadrúpede em contraste de sua versão bípede em Serious Sam.
Serious Sam 3 apresenta novas mecânicas de jogo como sprint ("corrida de velocidade") e iron sight. Ao contrário de muitos outros jogos de FPS que possuem sprint, o jogador pode usá-lo por quanto tempo desejar, apesar de não poder atacar e nem recarregar armas enquanto o faz. Com a pistola e o rifle, o jogador pode usar a mira da própria arma (iron sight), elevando levemente a precisão dos tiros, com a desvantagem de andar mais lento. O jogador também possui a habilidade de executar e chutar certos inimigos para economizar munição, dependendo da arma selecionada. Por exemplo, o olho de um Gnaar pode ser arrancado, ou o pescoço de um soldado pode ser quebrado. Isto, contudo, prova-se uma estratégia futil em fases mais difíceis, já que o jogador não se torna imune a dano enquanto executa inimigos.

## Marketing

### Jogos indie
Antes do lançamento de Serious Sam 3: BFE, três jogos indie foram anunciados de estarem em desenvolvimento. Todos eles foram lançados na época do lançamento de Serious Sam 3.
- Serious Sam Double D - Um jogo de plataforma side-scroller introduzindo a habilidade de usar múltiplas armas ao mesmo tempo;
- Serious Sam: Kamikaze Attack! - Um jogo 2D para Android e iOS que coloca o jogador no controle de um Beheaded Kamikaze;
- Serious Sam: The Random Encounter - Um RPG de estilo JRPG e com gráficos simplificados.

### Serious Digital Edition
A edição especial "Serious Digital Edition" contém (no Steam):
- Versões clássicas de Serious Sam: First Encounter e Second Encounter (presenteável caso o usuário já possua os jogos);
- Vídeo de making-of exclusivo de Serious Sam 3: BFE;
- Personagens exclusivos de multiplayer "Gold Fork Parker" e "Gold Serious Sam";
- Tempo limitado: personagem exclusivo de multiplayer "Brett Sanderson Headless Kamikaze";
- DLC de tempo limitado: scope para a arma AS-24 "Devastator";
- Coleção completa de vídeos e trailers em alta-resolução de Serious Sam 3: BFE;
- Trilha sonora oficial, composta por Damjan Mravunac e Undercode (single-player), Synthetic Scar (quatro músicas para o multiplayer);
- Artbook digital, pôsters e arte da embalagem em alta-resolução.

## Proteção contra pirataria
O jogo possui o DRM do Steamworks como parte de seu sistema de proteção contra cópias. Se o código do jogo detectar que a cópia é o que ele classifica como "cópia não-autorizada", a jogabilidade é alterada para torná-la extremamente difícil: o jogo libera um monstro-escorpião basicamente invencível, que consegue correr em alta velocidade para alcançar e atacar o jogador com suas garras, ou que ataca de longe com suas duas metralhadoras. Isto faz progredir no jogo muito mais difícil, e no fim das contas impede que o jogador consiga avançar. Outro método usado foi na 5ª fase, "Under the Iron Cloud", no qual a partir de certo local a visão do jogador é direcionada e travada para cima e começa a girar, deixando-o sujeito aos ataques de inimigos.

## Recepção crítica
BFE recebeu na maior parte boas críticas. Eurogamer deu uma nota de 7 de 10, elogiando-o pelo que Duke Nukem Forever falhou em fornecer, mas criticou a redundância na jogabilidade do título em comparação aos jogos anteriores da série. A revista Game Informer recompensou o jogo com a nota 7,75 e o elogiou por seus gráficos e por sua trilha-sonora de heavy metal que conseguiu manter-se fiel ao conceito da música original da série. Destructoid deu a nota 8,5; afirmou que "tem realmente bastante diversão. Bastante diversão fatigante, difícil e 'destruidora de almas'". O site mediador de notas Metacritic relatou a nota 72 de 100 baseada em 53 resenhas críticas, e a nota 8,4 de 10 por usuários, baseadas em 256 avaliações. GameRankings deu ao jogo a nota 75,01%, baseada em 35 resenhas.